# Język kreolski Belize
Język kreolski Belize – język kreolski na bazie języka angielskiego, używany głównie w Belize (130 tys. użytkowników, 2014), gdzie służy jako lingua franca dla większości mieszkańców. Jest zbliżony do kreolskiego używanego w Nikaragui.